# Arzneimittelfieber
Als Arzneimittelfieber (auch Medikamentenfieber) wird eine erhöhte Körpertemperatur (Fieber) bezeichnet. Diese erhöhte Körpertemperatur wird durch unerwünschte Wirkung von Medikamenten ausgelöst und tritt meist zwischen sieben und zehn Tagen nach Beginn der Therapie auf. Etwa 10 % der stationär medikamentös behandelten Patienten sind vom Arzneimittelfieber betroffen.

## Ursachen
In Frage für die Entstehung eines Arzneimittelfiebers kommen unterschiedliche Mechanismen.
Beispiele dafür sind:
- Anaphylaxie (allergische Reaktionen)
- Idiosynkrasie (angeborene Medikamentenüberempfindlichkeit)
- substanzbedingte Effekte
- sonstige Veränderungen der Thermoregulation

## Auslösende Arzneimittel
Fast jedes Arzneimittel kann allergische Reaktionen auslösen. Substanzbedingtes Arzneimittelfieber ist aber durch die pharmakologische Wirkung des Medikamentes bedingt. Das substanzbedingte Arzneimittelfieber ist dosisabhängig und tritt häufig bei folgenden Substanzgruppen auf:
- Chemotherapeutika (etwa Zytostatika)
- Antibiotika (etwa Cephalosporine, Penicilline, Streptomycin, Colistin, Vancomycin)
- Antimykotika (etwa Amphotericin B)
- Zentral wirksame Arzneimittel (etwa Procarbazin, Carbamazepin, Phenytoin, Methyldopa, Halothan, Succinylcholin)
- Schilddrüsenhormone (L-Thyroxin)
- Biologika (Infliximab, Filgrastim etc.)
- Diverse andere: Chinin, Nifedipin, Procainamid, Ranitidin

## Therapie
Verdächtige Medikamente sollten ex juvantibus abgesetzt werden. Ein Rückgang der Temperatur spricht für einen Zusammenhang, beweist aber nichts. Sichergehen kann man, wenn ein Reexpositionsversuch positiv verläuft. Der Versuch der Reexposition ist nicht immer zumutbar bzw. durchführbar und in jedem Fall mit Risiken verbunden. Stehen therapeutische Alternativen zur Verfügung, wird in der Regel auf eine Reexposition verzichtet.

## Differenzialdiagnosen
Werden keine infektiösen und/oder entzündlichen Ursachen des Fiebers gefunden (und werden Medikamente eingenommen), wird Arzneimittelfieber differenzialdiagnostisch in Betracht gezogen. Das Fieber kann oft in zeitlichen Zusammenhang mit der Verordnung neuer Arzneimittel gebracht werden, jedoch sollten alle anderen Ursachen (z. B. Tumorfieber), die Fieber hervorrufen können, bedacht werden.